# Suiza durante las guerras mundiales

Militares suizos vigilando un puesto fronterizo durante la Primera Guerra Mundial. En ambas guerras Suiza se mantuvo neutral y rodeada por países beligerantes.

Durante la Primera y Segunda Guerra Mundial, Suiza logró mantener su política de neutralidad perpetua en ambos conflictos armados y no participó militarmente. Fue, sin embargo, precisamente por su condición de país neutral, de gran interés para todas las partes implicadas, como la escena de diplomacia, espionaje, comercio, y como un lugar seguro para los refugiados.

## Primera Guerra Mundial

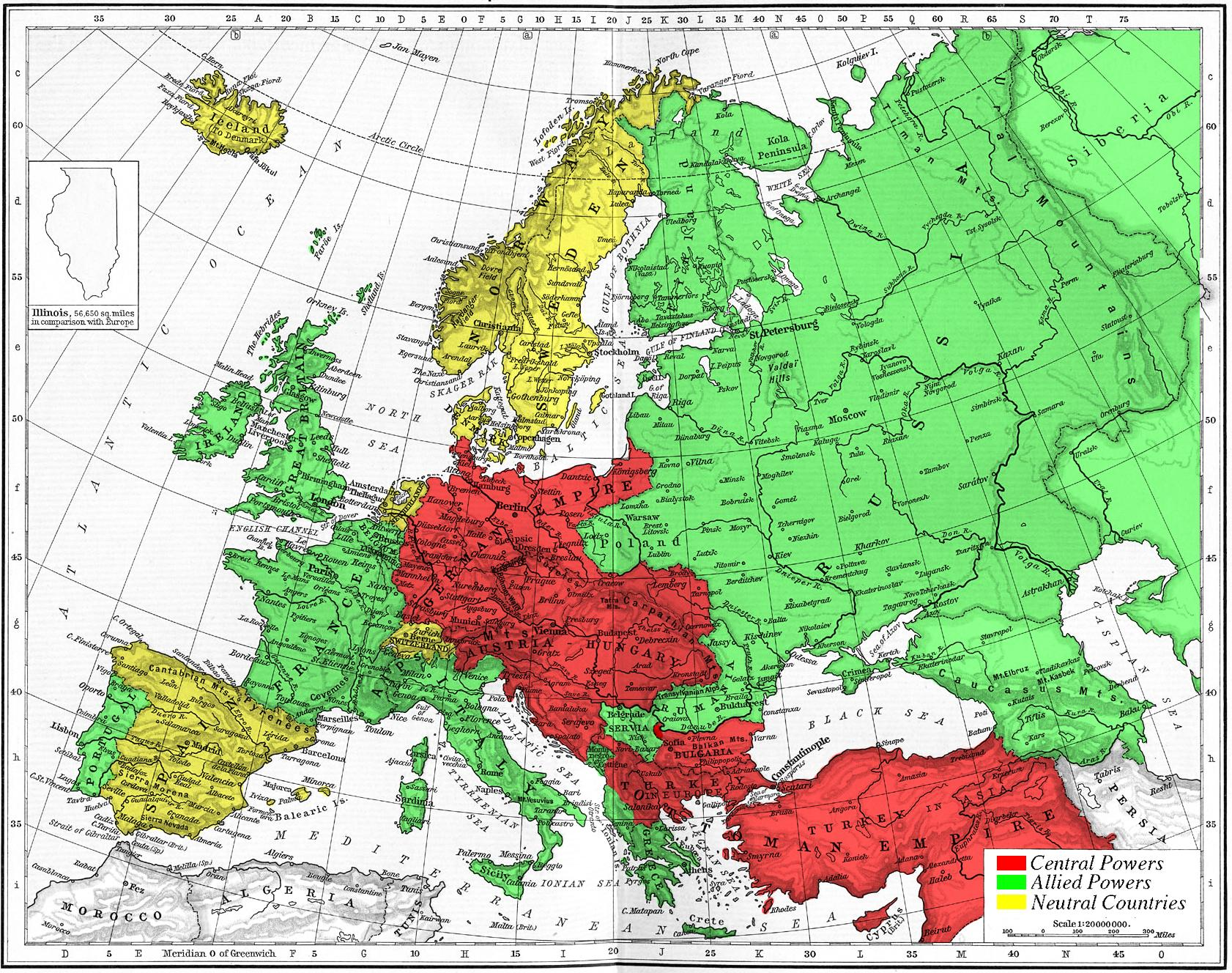
Alianzas en Europa en 1915. Suiza (en color amarillo) está rodeada por ambos bandos contendientes

Suiza mantuvo un estado de "neutralidad armada" durante la Gran Guerra. Sin embargo, con las Potencias Centrales del Imperio alemán y el Imperio austrohúngaro y las potencias de la Entente de Francia y el Reino de Italia, países que tienen fronteras (y poblaciones) comunes con Suiza, esto no fue fácil de lograr. Desde diciembre de 1914 hasta la primavera de 1918, tropas suizas estuvieron desplegadas en el cantón de Jura a lo largo de la frontera con Francia, para evitar que la guerra de trincheras pudiera extenderse a Suiza. Aunque la frontera con Italia se consideraba de menor importancia, también se desplegaron tropas en la región de Baja Engadina de los Grisones en cuanto el gobierno italiano entró en la guerra.
Si bien la mayoría de la población de habla alemana apoyaba en general a las potencias centrales, los habitantes de lengua francesa, y más tarde la población de habla italiana, se posicionaron del lado de las potencias aliadas. Esto provocaría un conflicto político en 1918, aunque se logró que el país permaneciera fuera de la guerra. Durante la contienda, Suiza estuvo bloqueada por los aliados, por lo que sufrió algunas dificultades materiales. Sin embargo, debido a que Suiza era un país neutral y con una economía desarrollada, además de situarse en el centro de los Alpes, punto casi equidistante de los grandes centros económicos europeos, la guerra permitió el crecimiento de la industria bancaria suiza. Por las mismas razones, Suiza se convirtió en un escondite para refugiados y revolucionarios.
Tras la organización del ejército en 1907 y la expansión en 1911, el ejército suizo contaba con unos 250.000 efectivos y otros 200.000 hombres en papeles secundarios hacia julio de 1914. El tamaño del ejército suizo fue tenido en cuenta por ambas partes en los años anteriores a la guerra, especialmente en el Plan Schlieffen. Tras una impresionante demostración durante las maniobras de 1912, tanto Francia como Alemania estaban convencidas de la profesionalidad del ejército suizo.
A raíz de las declaraciones de guerra en julio de 1914, el 1 de agosto de 1914, el ejército suizo se movilizó y el 7 de agosto el recién nombrado general Ulrich Wille contaba con unos 220.000 hombres bajo su mando. Para el 11 de agosto, gran parte del ejército se había desplegado a lo largo de la frontera del Cantón de Jura con Francia, con pequeñas unidades distribuidas en las fronteras oriental y meridional para evitar intrusiones de fuerzas extranjeras. Esta situación se mantuvo sin cambios hasta mayo de 1915, cuando Italia entró en guerra al lado de la Entente. En este momento, las tropas se desplegaron en el valle Unterengadin, Val Müstair y a lo largo de la frontera meridional.

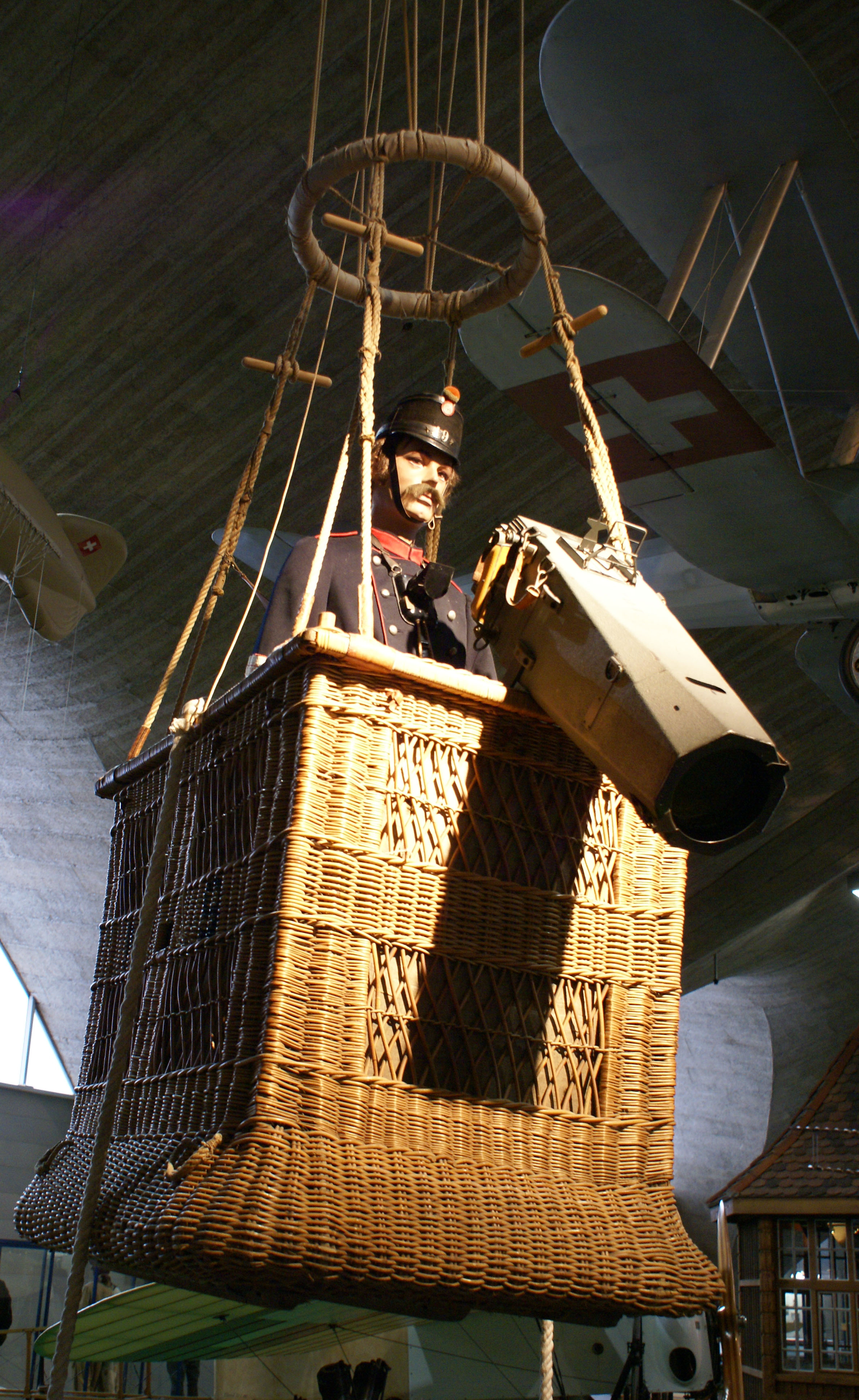
Réplica de un globo de observación del Ejército suizo en la Primera Guerra Mundial

### Movilización y cruces de frontera
Una vez que quedó claro que los Aliados y las potencias centrales respetarían la neutralidad de Suiza, el número de tropas desplegadas en las fronteras helvéticas comenzó a descender. Después de septiembre de 1914, a algunos soldados se les permitió regresar a sus casas y las industrias vitales. En noviembre de 1916, tras la batalla de Verdún, los suizos solo tenían 38.000 hombres movilizados permanentemente en el ejército. Esta cantidad aumentó durante el invierno de 1916-17 a más de 100.000 como consecuencia de haberse recibido informes sobre un presunto ataque francés para alcanzar territorio alemán atravesando Suiza. Cuando quedó confirmado que este ataque no se produciría, el ejército suizo comenzó a reducirse de nuevo. A causa de las huelgas generalizadas de los trabajadores en 1918, al final de la Gran Guerra el ejército suizo disponía solo de 12.500 hombres en "movilización permanente".
Durante la guerra, la frontera suiza fue cruzada unas 1000 veces por soldados de países beligerantes; algunos de estos incidentes ocurrieron en toda la Dreisprachen Piz o la Cima de las Tres Lenguas (cerca del paso Stelvio al sureste del país), llamada así porque cerca de este punto había poblaciones que hablaban italiano, romanche y alemán), al situarse en la "triple frontera" italo-suizo-austriaca. Suiza tenía en la Dreisprachen Piz un puesto de avanzada y un hotel (que fue destruido, puesto que fue utilizado por los austriacos) en la cima. Durante la guerra, se libraron feroces batallas en el hielo y la nieve de la zona alpina, con fuego de artillería pesada, incluso a veces cruzando territorio suizo. Las tres naciones concluyeron un acuerdo para no disparar sobre el territorio suizo que sobresalía entre Austria (al norte) e Italia (al sur).

### Suiza como refugio
Tras el estallido de la guerra, la neutral Suiza llegó a ser un refugio para muchos políticos, artistas, pacifistas y pensadores. Berna, Zúrich y Ginebra se convirtieron en centros de discusión y debate, así como de espionaje internacional. En Zúrich tuvieron su base dos grupos antibelicistas muy diferentes entre sí: los bolcheviques y los dadaistas.

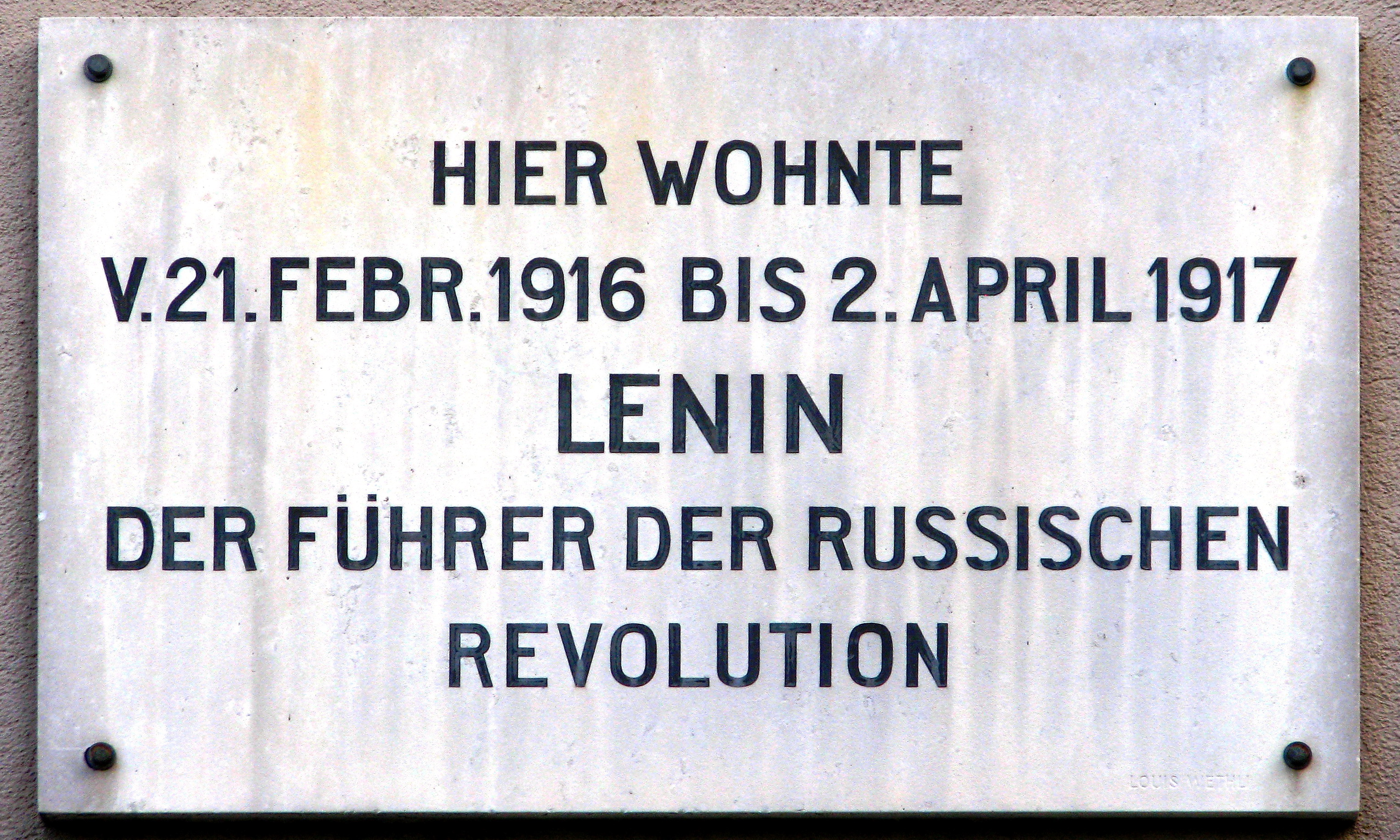
Placa en la casa de Lenin en Spiegelgasse 14 en Zúrich

Los bolcheviques eran una facción de socialistas del Imperio ruso que se reunían en torno al liderazgo de Lenin. Tras estallar la guerra, Lenin se sorprendió cuando los grandes partidos socialdemócratas de Europa (en esa época se describen a sí mismos como marxistas[cita requerida]) apoyaron los esfuerzos de guerra de sus respectivos países. Por el contrario, Lenin se opuso a la guerra en su creencia de que los campesinos y los trabajadores participaban en la lucha solo para favorecer a la burguesía, y condenó la participación del proletariado en una "guerra imperialista" que debería ser convertida en una guerra civil entre las clases. Temiendo ser arrestado por su condición de súbdito ruso, Lenin salió de Austria hacia la Suiza neutral en agosto de 1914 tras haber estallado la guerra y estuvo activo en Suiza hasta inicios de 1917. Tras la Revolución de febrero de 1917 en Rusia y la abdicación del zar Nicolás II, Lenin y sus seguidores más importantes dejaron Suiza y entraron al Imperio Alemán, que esperaba utilizar a Lenin como herramienta para debilitar al gobierno provisional pro-aliado instalado en Rusia, para lo cual Lenin y sus principales seguidores partieron a Petrogrado en un "tren sellado" especial a través de Dinamarca, Suecia y Finlandia. Pocos meses después, Lenin empezaría la Revolución de Octubre en Rusia.

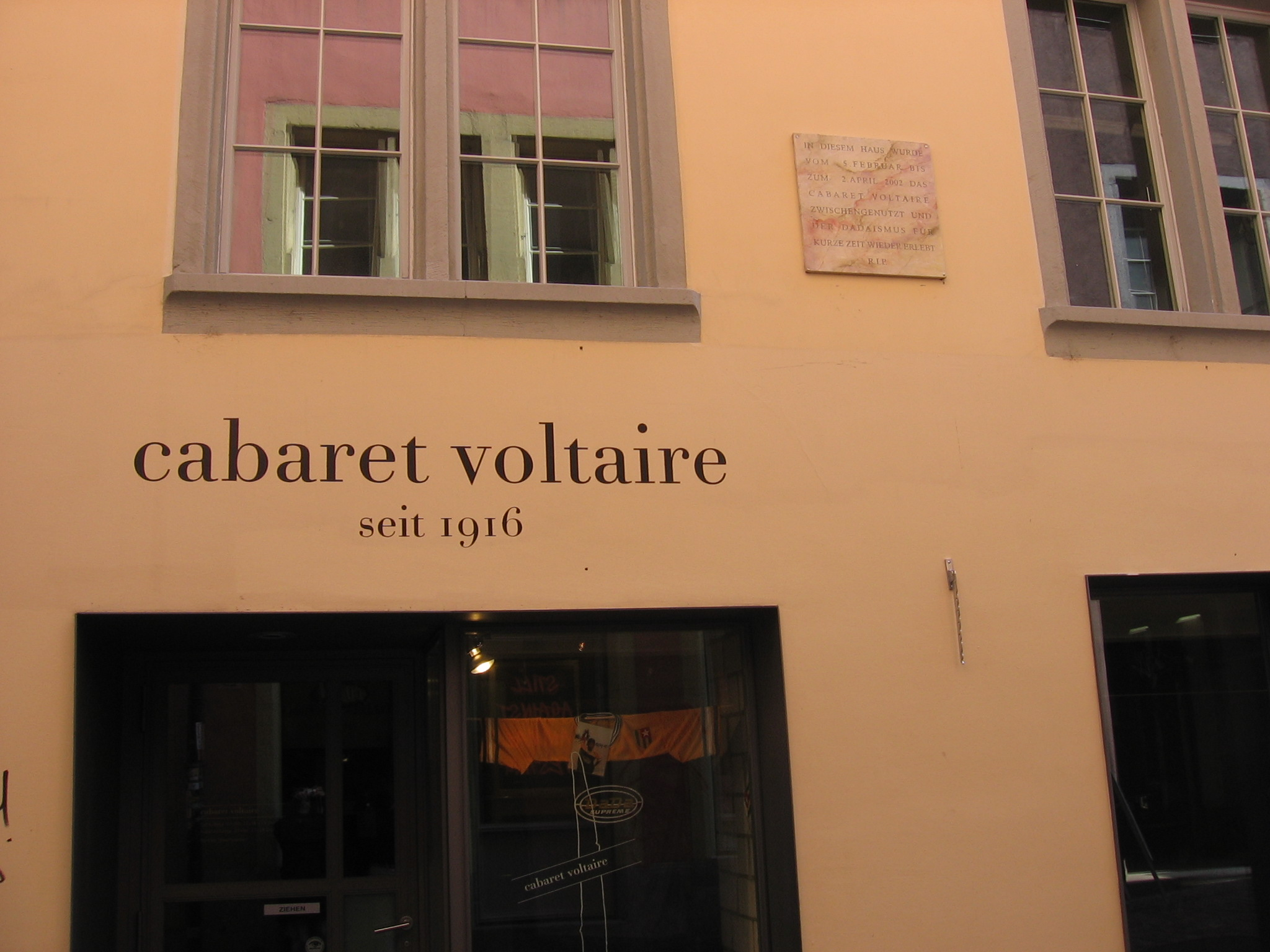
Cabaret Voltaire en Zúrich, tal y como aparece hoy

Si bien el movimiento de arte Dadá era también una organización contra la guerra, sus miembros utilizaron el arte para oponerse a todas las guerras. Los fundadores del movimiento habían salido de Alemania y Rumania para escapar de las consecuencias de la contienda. En el Cabaret Voltaire en Zúrich, los dadaístas, liderados por Hugo Ball y Tristán Tzara, montaron obras que expresan su disgusto con la guerra y los intereses que la inspiran. Según algunas versiones, los Dadá' se unieron el 6 de octubre de 1916 en el cabaré para formular su primer manifiesto artístico. Los artistas usarían la abstracción a la lucha contra las consecuencias sociales, políticas, culturales e ideas de la época que consideraban como causantes de la guerra. La abstracción se consideró como el resultado de una falta de planificación y procesos de pensamiento lógico. Cuando terminó la Primera Guerra Mundial en 1918, la mayoría de los dadaístas de Zúrich regresó a sus países de origen, y algunos comenzaron las actividades Dadá en otras ciudades.
En 1917 la neutralidad de Suiza se vio seriamente cuestionada cuando surgió el Incidente Grimm-Hoffmann. El suizo Robert Grimm, un político socialista, viajó a Rusia como un activista para negociar una paz separada entre Rusia y Alemania que pusiera fin a la guerra en el Frente Oriental, en aras del socialismo y pacifismo. Presentándose como un diplomático y un representante efectivo del gobierno suizo, Robert Grimm hizo progresos en sus gestiones, pero se vio obligado a admitir que carecía de todo respaldo oficial de su gobierno; Grimm debió así volver a su patria cuando los aliados se enteraron del acuerdo de paz propuesto. La neutralidad fue restaurada por la dimisión de Arthur Hoffmann, Presidente del Consejo Federal Suizo que había apoyado a Grimm, pero que no había consultado a sus demás colegas del Consejo sobre la iniciativa.

## Periodo de entreguerras
Una posible consecuencia de la Primera Guerra Mundial fue la expansión de Suiza durante el periodo de entreguerras. En un referéndum celebrado en el estado austriaco de Vorarlberg el 11 de mayo de 1919, más del 80% de los votantes apoyaron la propuesta de que tal estado debía unirse a la Confederación Suiza. Sin embargo, esto fue impedido por la oposición del gobierno austríaco, los Aliados, los suizos liberales, los italo-suizos y los franco-suizos.
En 1920, Suiza entró en la Sociedad de Naciones.

## Segunda Guerra Mundial

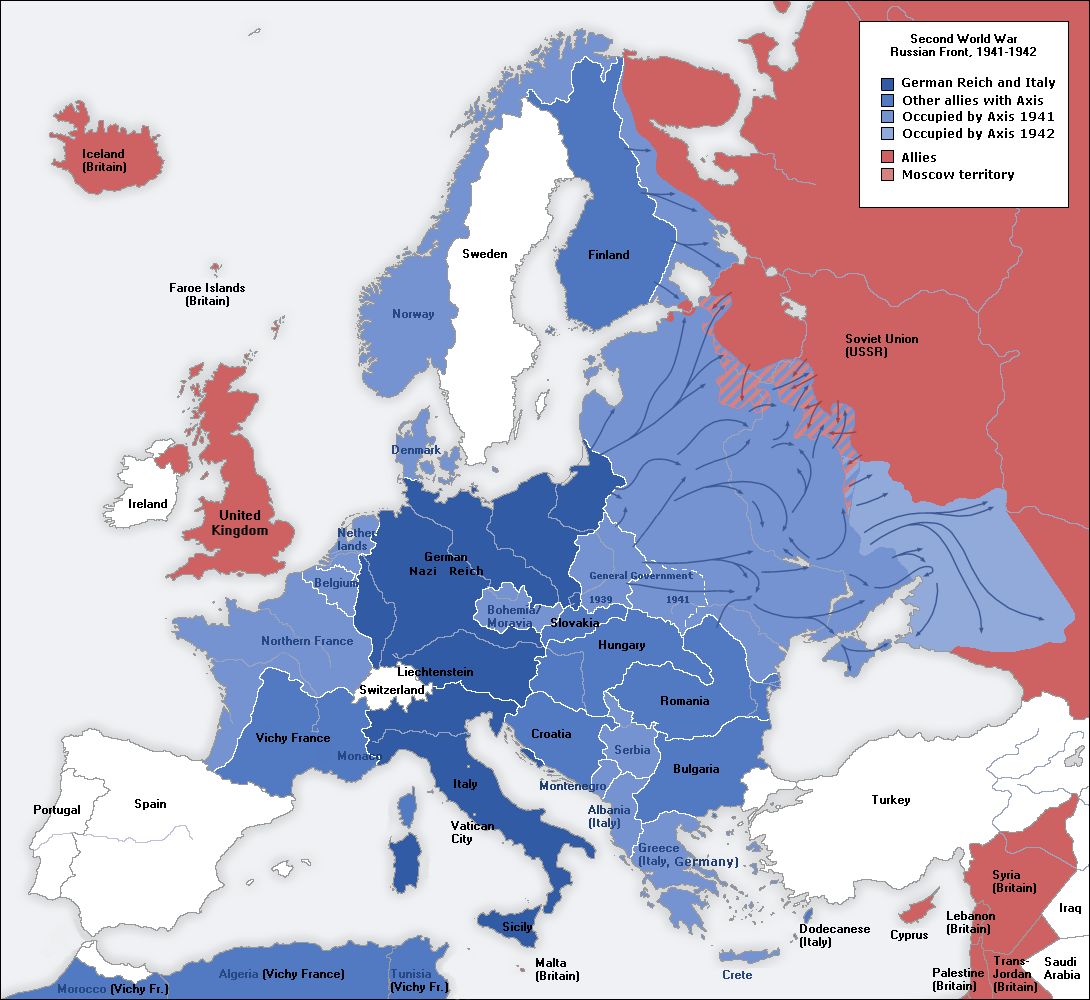
Suiza estuvo rodeada por territorio controlado por las Potencias del Eje desde 1940 hasta 1944.

### Plan de defensa contra invasiones
Al estallar la Segunda Guerra Mundial en septiembre de 1939, Suiza comenzó de inmediato a prepararse para una posible invasión. El país entero se movilizó totalmente mientras se empezaba a fortificar posiciones en todas las fronteras. La fuerza total del ejército y las milicias crecieron a más de 500 000 a inicios de 1940.
En el curso de la guerra, el mando militar alemán elaboró planes detallados para la invasión, tales como la Operación Tannenbaum, pero Suiza nunca fue atacada, en tanto que fue capaz de permanecer independiente a través de una combinación de concesiones económicas a Alemania, la disuasión militar y la buena fortuna como grandes eventos durante la guerra que retrasaron una invasión. Los intentos de los pequeños partidos nazis suizos para efectuar una Anschluss con Alemania fracasaron, en gran parte como resultado de la herencia multicultural de Suiza, un fuerte sentido de identidad nacional suiza.

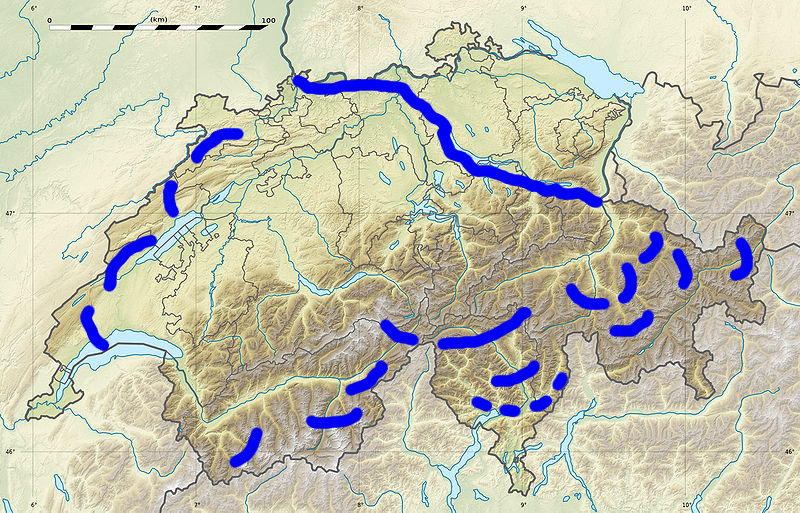
Línea defensiva línea Limmat creada por los militares suizos ante el peligro de ser invadida Suiza durante la Segunda Guerra Mundial.

Bajo las órdenes del general Henri Guisan, se ordenó una movilización masiva de fuerzas de la milicia nacional suiza, pues el país carecía (como hasta hoy) de un ejército permanente. La estrategia militar suiza había pasado de una "defensa estática" en las fronteras, a una estrategia de "desgaste organizado" a largo plazo, combinada con la retirada a una serie de fuertes concebidos como posiciones bien almacenadas en los Alpes, conocidas como el Réduit (reducto). Esta estrategia controversial era esencialmente una disuasión contra los atacantes tratando de dejar claro al Tercer Reich que el costo en vidas de una invasión sería muy elevado. La táctica suiza consistía en fijar la defensa en las zonas montañosas, dificultar la penetración enemiga en los valles y, como recurso final, organizar una retirada ordenada hacia el Réduit en caso de no ser posible defender todo el territorio. El mando militar suizo aceptaba en último extremo que sería preciso ceder a los invasores el control de los principales centros de población, pero se mantendría el dominio de los enlaces ferroviarios y pasos cruciales en el Réduit.
Gracias a la neutralidad, Suiza fue una importante base para el espionaje por ambas partes en el conflicto y sirvió también como "puente" de las comunicaciones entre el Eje y los Aliados. Debido a que desde junio de 1940 el principal riesgo de invasión provenía de Alemania, a los fascistas suizos se les dieron puestos de trabajo normalmente muy pobres, como guardias de prisiones y otros tipos de puestos de rehabilitación, evitando que accedieran a cargos de mayor responsabilidad. A pesar de la presión pública y política, algunos oficiales de alta graduación en el ejército suizo simpatizaban con los nazis, en particular, los coroneles Arthur Fonjallaz —ya apartado del servicio y luego encarcelado por espionaje— y Eugen Bircher, quien dirigía la Schweizerischer Vaterländischer Verband.

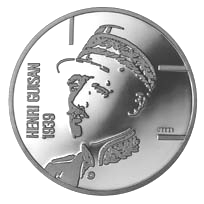
Retrato de Henri Guisan en una moneda conmemorativa

### Violaciones del espacio aéreo suizo
La Alemania nazi violó el espacio aéreo suizo en repetidas ocasiones durante la invasión de Francia, al punto que se detectaron aviones alemanes en el espacio aéreo suizo no menos de 197 veces. En varios incidentes aéreos, los suizos (usando 10 aviones de combate Bf-109 D, 80 Bf-109 E comprados a Alemania y algunos Morane-Saulnier M.S.406s fabricados bajo licencia en Suiza), derribaron 11 aviones de la Luftwaffe entre el 10 de mayo y el 17 de junio de 1940. Alemania protestó diplomáticamente el 5 de junio de 1940, y con una segunda nota el 19 de junio de 1940, que contenía amenazas claras. Hitler estaba sobre todo furioso al advertir que aviones de fabricación alemana habían sido usados por los suizos para derribar aparatos de la Luftwaffe y amenazó responder a Suiza "de otra manera". El 20 de junio de 1940, a la fuerza aérea suiza se le ordenó que dejara de interceptar aviones que violaban el espacio aéreo suizo. Los cazas suizos comenzaron a forzar a los aviones intrusos a aterrizar en aeródromos suizos, donde aún funcionaban unidades antiaéreas. Más tarde, Hitler envió saboteadores para destruir las pistas de aterrizaje, pero sin éxito.
Los aviones aliados también penetraron en el espacio aéreo suizo durante la guerra; en su mayoría eran aparatos retornando de los ataques sobre Italia y Alemania, que habían sido dañados, y cuyas tripulaciones preferían ser internadas por los suizos que ser prisioneros de guerra. Más de cien aviones aliados y sus tripulaciones fueron internados por Suiza.
Suiza, rodeada por territorio controlado por el Eje, también sufrió bombardeos aliados durante la guerra; en particular el bombardeo accidental de la localidad de Schaffhausen por aviones estadounidenses el 1 de abril de 1944. Schaffhausen se halla cerca de la frontera con Alemania y esto causó confusión al ser considerada un objetivo en suelo alemán: 40 personas murieron y más de 50 edificios resultaron destruidos, entre ellos un grupo de pequeñas fábricas productoras de proyectiles antiaéreos, rodamientos de bolas y partes de Me-109 alemanes.
El bombardeo de Schaffhausen redujo la tolerancia suiza hacia las violaciones del espacio aéreo por los Aliados, quienes trataron de justificarse. Finalmente, el problema llegó a ser tan álgido que los suizos autorizaron ataques de aviones de combate contra aviones beligerantes de los EE. UU. Las víctimas de estos ataques errados no se limitaban a la población civil suiza, sino que incluían las tripulaciones aéreas estadounidenses que fueron derribadas por los cazas suizos, así como varios aviadores suizos derribados por estadounidenses. En febrero de 1945, 18 civiles fueron matados por las bombas aliadas lanzadas sobre Stein am Rhein, Vals y Rafz. Tal vez el incidente más notorio sucedió el 4 de marzo de 1945, cuando Basilea y Zúrich fueron bombardeadas accidentalmente por la aviación aliada. El ataque contra la estación ferroviaria de Basilea dio lugar a la destrucción de un tren de pasajeros, pero no se registraron víctimas. Sin embargo, un B-24 Liberator estadounidense soltó su carga de bombas sobre Zúrich, destruyendo dos edificios y matando a 5 civiles, pues la tripulación del avión creía estar atacando la ciudad de Friburgo de Brisgovia en Alemania.
La reacción de Suiza, aunque un tanto escéptica, fue tratar estas violaciones de su neutralidad como "accidentes". Los Estados Unidos fueron advertidos del fin de la "tolerancia": cualquier avión violando el espacio aéreo suizo sería derribado, sus tripulantes serían arrestados y serían interceptadas las formaciones de bombarderos al violar el espacio aéreo. Los políticos y los diplomáticos estadounidenses trataron de minimizar el daño causado por estos incidentes, pero algunos altos mandos de EE. UU. argumentaron que, puesto que Suiza estaba "llena de simpatizantes de los nazis, merecía ser bombardeada". El general Henry H. Arnold, comandante general de la Fuerza Aérea del Ejército de EE. UU. en Europa, incluso sugirió que fueron los propios alemanes que volaban los aviones aliados capturados en Suiza en un intento de ganar una victoria propagandística. Sin embargo, los EE. UU. finalmente se disculparon por las violaciones.

### Política ante los refugiados
Como Estado neutral cerca de Alemania, Suiza fue un destino muy buscado por los refugiados antinazis. No obstante, las leyes sobre refugiados en Suiza, especialmente con respecto a judíos que huían de Alemania, eran muy estrictas y han causado controversia desde el final de la Segunda Guerra Mundial. Desde 1933 hasta 1944 se otorgó asilo a los refugiados solo si éstos "estaban bajo amenaza personal debida exclusivamente a sus actividades políticas", por lo cual no se incluía como "refugiados aceptables" a quienes vivían bajo amenaza por motivos de raza, religión u origen étnico. Basándose en esta definición, Suiza concedió asilo a solo 644 personas entre 1933 y 1945, de las cuales apenas 252 entraron en el país durante la guerra. Todos los otros refugiados fueron admitidos por los cantones y se les concedió permisos diferentes, incluyendo un permiso de "tolerancia" que les permitía vivir en el cantón, pero no trabajar.
En el transcurso de la guerra, Suiza internó en total a 300.000 refugiados. De ellos, 104.000 fueron militares extranjeros de acuerdo a los Derechos y Deberes de las potencias neutrales estipuladas en los Convenios de La Haya. El resto eran civiles extranjeros y o bien fueron internados o bien se les concedieron permisos de residencia o tolerancia por las autoridades cantonales, pero prohibiéndoseles tener puestos de trabajo para evitar la competencia con la población local. De los refugiados, 60.000 eran civiles que huían de la persecución nazi. De estos, 26.000-27.000 eran judíos.  No obstante, se negó la entrada a unos 10.000 a 24.000 refugiados civiles judíos. Aunque Suiza albergaba a más refugiados judíos que cualquier otro país, a estos refugiados se les negó la entrada alegando problemas en los suministros alimentarios, ante lo cual un representante del Gobierno suizo dijo "nuestro pequeño bote salvavidas ya está lleno", considerando que al comienzo de la guerra, Suiza tenía una población judía de entre 18.000 y 28,000 individuos y una población total de alrededor de 4 millones de personas. Al final de la guerra, había más de 115.000 personas de todas las categorías buscando refugio en Suiza, lo que representa el número máximo de refugiados en un momento dado.

## Controversia sobre los negocios con la Alemania nazi
Al comercio internacional de Suiza le pusieron trabas tanto los Aliados como el Eje, pues cada bando ejerció presión abiertamente sobre Suiza para que no comerciara con el otro.
No obstante, Suiza estaba totalmente rodeada de territorios bajo influencia nazi o fascista en el verano de 1940, y ello estimuló necesariamente que las relaciones comerciales suizas tuvieran como protagonistas privilegiados a países del Eje. La cooperación económica con Alemania y la ampliación del crédito comercial para el Tercer Reich variaban de acuerdo con la probabilidad percibida de la invasión alemana, deviniendo un factor económico importante. Los otros grandes socios comerciales eran la Italia fascista y la Francia de Vichy, a través de cuyo territorio Suiza lograba trasladar productos para comerciar con países neutrales (como España y Portugal) o con enemigos de Alemania, como Reino Unido.
Las concesiones económicas a Alemania alcanzaron su apogeo después de que la Francia de Vichy fuera ocupada por la Wehrmacht en 1942, dejando a Suiza completamente rodeada por el Eje y cortando los enlaces ferroviarios que, pasando por la Francia de Vichy, le permitían comerciar con países ajenos a la influencia nazi. Suiza importaba casi la mitad de sus alimentos y prácticamente la totalidad de su combustible, pero controlaba los vitales túneles ferroviarios transalpinos entre Alemania e Italia, mientras que el comercio internacional suizo se orientaba forzosamente hacia el Eje o sus aliados en la Europa Oriental (Hungría, Eslovaquia, Rumania). Las exportaciones más importantes de Suiza durante la guerra fueron herramientas para máquinas de precisión, relojes, joyas, rodamientos (utilizados en visores de bombardeo), la electricidad y los productos lácteos.
Un elemento importante de la economía suiza durante la Segunda Guerra Mundial fue que el franco suizo resultó ser la única de las principales monedas mundiales que aún gozaban de libre convertibilidad, gracias a la neutralidad de Suiza,[cita requerida] y tanto los Aliados como los alemanes vendieron grandes cantidades de oro al Banco Nacional Suizo a cambio de francos suizos o de divisas del bando rival. Entre 1940 y 1945, el Reichsbank alemán vendió grandes cantidades de oro a los bancos suizos a cambio de francos suizos y otras monedas extranjeras, obteniendo Alemania casi 1,3 millones de francos suizos en estas operaciones. Una gran cantidad de este oro monetario había sido saqueado por los nazis de los bancos centrales de los países ocupados, como Francia o Bélgica. Un total de 581.000 francos del oro "Melmer" tomado de las víctimas del Holocausto en el este de Europa se vendió a los bancos suizos. En total, el comercio entre Alemania y Suiza contribuyó con un 0,5% aproximadamente al esfuerzo de guerra alemán y no alargó significativamente la guerra.
|               | Compras | Ventas | Neto   |
| EE. UU.       | 2242,9  | 714,3  | 1528,7 |
| Reino Unido   | 668,6   | 0      | 668,6  |
| Canadá        | 65,3    | 0      | 65,3   |
| Alemania      | 1231,1  | 19,5   | 1211,6 |
| Italia        | 150,1   | 0      | 150,1  |
| Japón         | 0       | 5      | –5,0   |
| Portugal      | 85,1    | 536,6  | –451,5 |
| España        | 0       | 185,1  | –185,1 |
| Rumania       | 9,8     | 112,1  | –102,3 |
| Hungría       | 0       | 16,3   | –16,3  |
| Eslovaquia    | 0       | 11,3   | –11,3  |
| Turquía       | 0       | 14,8   | –14.8  |
| Argentina     | 32,7    | 0      | 32,7   |
| Francia       | 193,2   | 0      | 193,2  |
| Grecia        | 0,5     | 0      | 0,5    |
| Suecia        | 77,5    | 3      | 74,5   |
| BIS           | 61,5    | 18,3   | 43,2   |
| Mercado       | 71,6    | 667,8  | –596,2 |
| Confederación | 269,3   | 1087,9 | –818,6 |
| Federal Mint  | 42,5    | 45,8   | –3,3   |

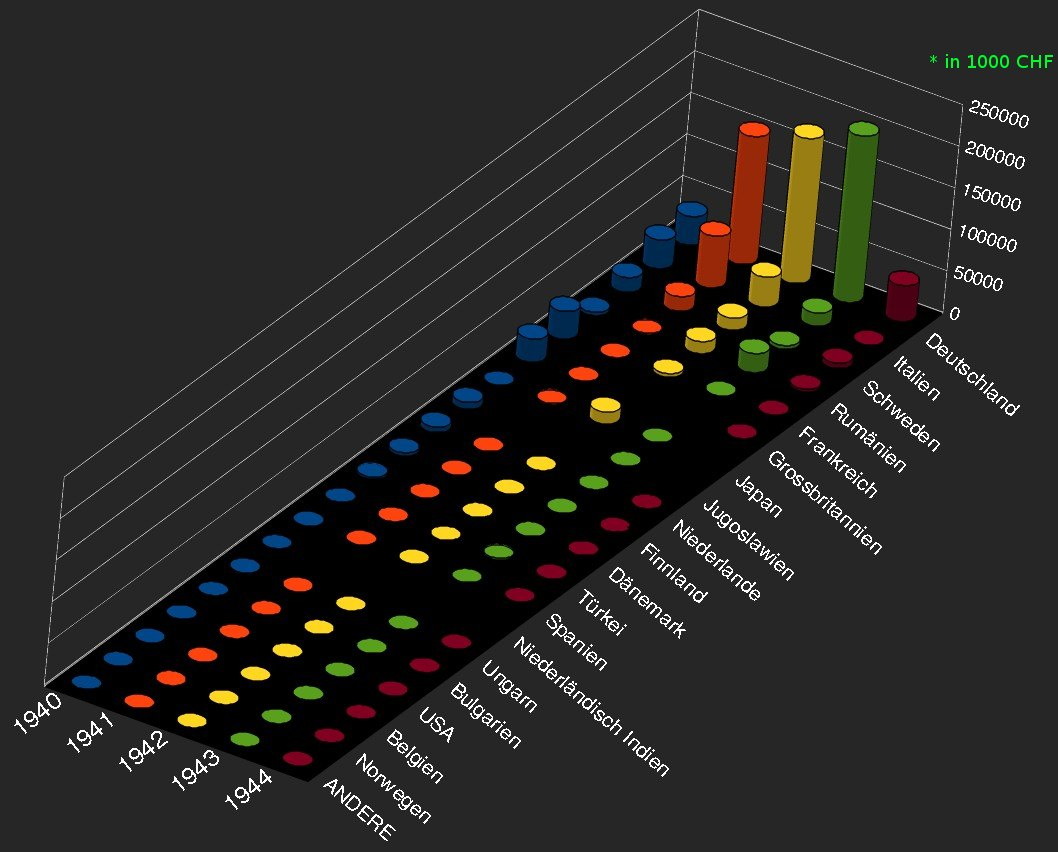
Exportaciones de Suiza de armas, municiones y espoletas (miles de francos suizos) 1940-1944.

En la década de 1990 surgió una controversia cuando el Congreso Mundial Judío inició una demanda judicial ante los tribunales estadounidenses, reclamando que gran cantidad de bienes y valores habían sido depositados por clientes judíos en cuentas bancarias suizas, pero que una vez muertos los titulares de esas cuentas en el Holocausto, las entidades bancarias suizas rechazaban devolver tales bienes y valores a los descendientes de sus legítimos titulares. Esto llevó al gobierno suizo a crear una comisión de estudio más reciente y autorizada de la interacción de Suiza con el régimen nazi. El informe final de este panel independiente de expertos internacionales, conocido como la Comisión Bergier, fue publicado en 2002.

## Otras lecturas
- 1. Switzerland Under Siege 1939-1945, Leo Schelbert, Editor ISBN 0-89725-414-7
- 2. Between the Alps and a Hard Place, Switzerland in World War II and the Rewriting of History, Angelo M. Codevilla ISBN 0-89526-238-X